# Cécile Fatiman
Cécile Fatiman (* um 1775 in Afrika; † um 1883 in Cap-Haïtien auf Haïti) war eine Mambo, eine haitianische Voodoo-Priesterin. Sie erlangte Berühmtheit durch ihre Teilnahme an der Voodoo-Zeremonie in Bois Caïman, die den Beginn der Haitianischen Revolution markierte.

## Biografie
Cécilie Fatiman war die Tochter einer afrikanischen Sklavin namens Célestina Coidavid und eines französischen Prinzen von Korsika. Sie wurde gemeinsam mit ihrer Mutter und zwei Brüdern in Saint-Domingue als Sklavin verkauft, wobei die Brüder von der Familie getrennt wurden und in der Folge verschwanden. Fatiman wird als Mulattin mit seidigem Haar und grünen Augen beschrieben.
1791 leitete Fatiman gemeinsam mit Voodoo-Priester Dutty Boukman und weiteren Houngans sowie Mambos die Voodoo-Zeremonie in Bois Caïman und begann so den Sklavenaufstand der haitianischen Revolution. Im Zuge dieser Zeremonie durchlebte Fatiman angeblich eine Besessenheit durch die Loa Erzulie, schlachtete ein Schwein und teilte das Blut mit den anderen Gläubigen. Innerhalb der Zeremonie selbst wurde mit dem Schweineblut besiegelt von allen Anwesenden ein Eid auf den Aufstand geschworen.
Cécilie Fatiman war mit Jean-Louis Pierrot verheiratet, einem General der haitianischen Armee und späterem Präsidenten, mit dem sie drei Kinder hatte. Sie starb in hohem Alter (angeblich 112) in Cap Haïtien.

## Abstammung
Neue Erkenntnisse über die Abstammung Cécilie Fatimans legen nahe, dass es sich bei dem korsischen Prinzen, der als ihr Vater geführt wird, um einen Enkel Theodors von Neuhoff handelte. In diesem Fall wäre der Name Fatiman vermutlich eigentlich ein Mittelname und eine Abwandlung von Attiman, nach Gregorio Attiman von Lehorn oder Livorno, der auf Seiten Theodor Neuhoffs gekämpft hatte. Der komplette Name wäre dann wahrscheinlich Cécilie Attiman Coidavid, da ihre Mutter sowie ihre Schwester Marie-Luise, die spätere Königin Haitis, Coidavid als Nachnamen führten.